# استفان بندر
استفان بندر (انگلیسی: Stephan Bender؛ زادهٔ ۲ ژوئن ۱۹۸۹) یک هنرپیشه اهل ایالات متحده آمریکا است. 